# Adrienne Mayor
Adrienne Mayor , née le 22 avril 1946 à Benton (Illinois), est une historienne des sciences et technologies de l'Antiquité et une folkloriste américaine. C'est la première à mettre en avant la théorie selon laquelle l'observation, pendant l'Antiquité, de fossiles d'espèces animales éteintes aurait inspiré la création de créatures mythiques.

## Biographie
De 1980 à 1996, Adrienne Mayor est réviseur et prépare des œuvres pour l'imprimerie (printmaker).
Depuis 2006, chercheuse à l'université Stanford, Adrienne Mayor étudie l'histoire et la philosophie des sciences et technologies de l'Antiquité.

## Œuvres
- The First Fossil Hunters, Princeton University Press, 2000.  (ISBN 0-691-08977-9) (réédition en 2011)
Dans cet ouvrage, Mayor étudie les découvertes et l'interprétation des fossiles de dinosaures et d'autres vertébrés géants pendant l'Antiquité classique. Elle présente la théorie, aujourd'hui acceptée, que les observations à cette époque de fossiles d'espèces animales éteintes ont inspiré la création de créatures mythiques, tels le griffon et le monstre de Troie (une grande créature marine)[3].
- Greek Fire, Poison Arrows & Scorpion Bombs, Overlook, 2003.  (ISBN 1-58567-348-X) (édition révisée en 2009, [20 premières pages]) ; Feu grégeois, bombes à scorpions et cochons enflammés : La guerre non conventionnelle dans l'Antiquité, éditions Nouveau Monde, 2024.
Dans cet ouvrage, Mayor affirme que les peuples de l'Antiquité connaissaient les armes biologiques et chimiques[4].
- Fossil Legends of the First Americans, Princeton University Press, 2007
Mayor rapporte que les aborigènes d'Amérique ont aussi découvert des fossiles d'êtres géants. Dans cet ouvrage, elle s'attarde à étudier la compréhension qu'avaient ces peuples des êtres qu'ils n'avaient jamais connus[5].
- The Poison King: The Life and Legend of Mithradates, Rome's Deadliest Enemy, Princeton University Press, 2009.  (ISBN 978-0-691-12683-8)
Biographie du roi Mithridate VI, ennemi rusé de l'Empire romain vers 80 av. J.-C., renommé pour son antidote anti-poison[6]
- The Amazons: Lives and Legends of Warrior Women across the Ancient World, Princeton University Press, 2014.
Étude des Amazones, avec une tentative de distinguer les mythes de la réalité historique[7] et une étude sur la civilisation scythe.